# 塔利亚科佐
塔利亚科佐（義大利語：Tagliacozzo），是意大利阿奎拉省的一个市镇。总面积89.4平方公里，人口7003人，人口密度78.3人/平方公里（2009年）。ISTAT代码为066099。